# Liste der Baudenkmale in Börßum
In der Liste der Baudenkmale in Börßum sind die Baudenkmale der niedersächsischen Gemeinde Börßum und ihrer Ortsteile aufgelistet. Der Stand der Liste ist der 29. August 2021. Die Quelle der Baudenkmale ist der Denkmalatlas Niedersachsen.

## Allgemein
In den Spalten befinden sich folgende Informationen:
- Lage: die Adresse des Baudenkmales und die geographischen Koordinaten. Kartenansicht, um Koordinaten zu setzen. In der Kartenansicht sind Baudenkmale ohne Koordinaten mit einem roten Marker dargestellt und können in der Karte gesetzt werden. Baudenkmale ohne Bild sind mit einem blauen Marker gekennzeichnet, Baudenkmale mit Bild mit einem grünen Marker.
- Bezeichnung: Bezeichnung des Baudenkmales
- Beschreibung: die Beschreibung des Baudenkmales. Unter § 3 Abs. 2 NDSchG werden Einzeldenkmale und unter § 3 Abs. 3 NDSchG Gruppen baulicher Anlagen und deren Bestandteile ausgewiesen.
- ID: die Objekt-ID des Baudenkmales
- Bild: ein Bild des Baudenkmales, ggf. zusätzlich mit einem Link zu weiteren Fotos des Baudenkmals im Medienarchiv Wikimedia Commons. Wenn man auf das Kamerasymbol klickt, können Fotos zu Baudenkmalen aus dieser Liste hochgeladen werden:

## Börßum

### Gruppe: Kirchhof Börßum
Die Gruppe „Kirchhof Börßum“ hat die ID 33965948.

| Lage                                           | Bezeichnung        | Beschreibung                     | ID       | Bild |
| ---------------------------------------------- | ------------------ | -------------------------------- | -------- | ---- |
| Hauptstraße 16 52° 4′ 9″ N, 10° 35′ 30″ O      | Kirche             | Kirche St. Peter und Paul Börßum | 34081783 |      |
| Hauptstraße 16 52° 4′ 9″ N, 10° 35′ 28″ O      | Kirchhof           |                                  | 34081807 | BW   |
| Hinter der Kirche 2 52° 4′ 9″ N, 10° 35′ 29″ O | Wohnhaus           |                                  | 34081879 | BW   |
| Hinter der Kirche 4 52° 4′ 9″ N, 10° 35′ 29″ O | Wohnhaus           |                                  | 34081926 | BW   |
| Hauptstraße 14 52° 4′ 8″ N, 10° 35′ 31″ O      | Pfarrhaus          |                                  | 34081735 | BW   |
| Hauptstraße 14 52° 4′ 8″ N, 10° 35′ 32″ O      | Wirtschaftsgebäude |                                  | 34081759 | BW   |

### Gruppe: Bahnhof Börßum
Die Gruppe „Bahnhof Börßum“ hat die ID 33965931.

| Lage                                       | Bezeichnung          | Beschreibung                       | ID       | Bild           |
| ------------------------------------------ | -------------------- | ---------------------------------- | -------- | -------------- |
| Bahnhofstraße 6 52° 3′ 37″ N, 10° 34′ 9″ O | Empfangsgebäude      | Empfangsgebäude des Bahnhof Börßum | 34081663 | Weitere Bilder |
| Bahnhofstraße 52° 3′ 38″ N, 10° 34′ 8″ O   | Bahnsteigüberdachung |                                    | 34081638 | BW             |

### Einzelbaudenkmale
| Lage                                      | Bezeichnung    | Beschreibung | ID       | Bild |
| ----------------------------------------- | -------------- | ------------ | -------- | ---- |
| Hauptstraße 35 52° 4′ 9″ N, 10° 35′ 15″ O | Wohnhaus       |              | 34081856 | BW   |
| Große Twete 1 52° 4′ 12″ N, 10° 35′ 20″ O | Wohnhaus       |              | 34081711 | BW   |
| Hauptstraße 21 52° 4′ 8″ N, 10° 35′ 26″ O | Wohnhaus       |              | 34081831 | BW   |
| Füllekuhle 8 52° 4′ 10″ N, 10° 35′ 35″ O  | Doppelwohnhaus |              | 34081688 | BW   |
| Alte Mühle 1 52° 4′ 18″ N, 10° 34′ 12″ O  | Mühle          |              | 34081614 | BW   |

## Bornum

### Gruppe: Kirchhof Bornum
Die Gruppe „Kirchhof Bornum“ hat die ID 33965965.

| Lage                                      | Bezeichnung | Beschreibung | ID       | Bild |
| ----------------------------------------- | ----------- | ------------ | -------- | ---- |
| Lindenplatz 1 52° 5′ 21″ N, 10° 35′ 41″ O | Kirche      |              | 34081521 |      |
| Lindenplatz 1 52° 5′ 21″ N, 10° 35′ 41″ O | Kirchhof    |              | 34081545 | BW   |

### Gruppe: Hofanlage Im Winkel 6
Die Gruppe „Hofanlage Im Winkel 6“ hat die ID 33968650.

| Lage                                    | Bezeichnung     | Beschreibung | ID       | Bild |
| --------------------------------------- | --------------- | ------------ | -------- | ---- |
| Im Winkel 6 52° 5′ 18″ N, 10° 35′ 36″ O | Wohnhaus        |              | 34081950 | BW   |
| Im Winkel 6 52° 5′ 18″ N, 10° 35′ 36″ O | Halbkelleranbau |              | 34082073 | BW   |
| Im Winkel 6 52° 5′ 17″ N, 10° 35′ 36″ O | Nebenwohnhaus   |              | 34081976 | BW   |
| Im Winkel 6 52° 5′ 17″ N, 10° 35′ 35″ O | Hofpflasterung  |              | 34082049 | BW   |
| Im Winkel 6 52° 5′ 17″ N, 10° 35′ 35″ O | Nebengebäude    |              | 34082000 | BW   |
| Im Winkel 6 52° 5′ 18″ N, 10° 35′ 35″ O | Scheune         |              | 34082025 | BW   |

### Einzelbaudenkmale
| Lage                                      | Bezeichnung | Beschreibung | ID       | Bild |
| ----------------------------------------- | ----------- | ------------ | -------- | ---- |
| Lindenplatz 3 52° 5′ 21″ N, 10° 35′ 38″ O | Wohnhaus    |              | 34081567 | BW   |
| Mauerstraße 3 52° 5′ 20″ N, 10° 35′ 44″ O | Wohnhaus    |              | 34081591 | BW   |

## Achim

### Gruppe: Domäne Achim
Die Gruppe „Domäne Achim“ hat die ID 33965779.

| Lage                                               | Bezeichnung              | Beschreibung | ID       | Bild           |
| -------------------------------------------------- | ------------------------ | ------------ | -------- | -------------- |
| Achimer Hauptstraße 2a 52° 3′ 39″ N, 10° 36′ 40″ O | Herrenhaus               |              | 34079867 | Weitere Bilder |
| Achimer Hauptstraße 2 52° 3′ 40″ N, 10° 36′ 41″ O  | Scheune                  |              | 34079769 | BW             |
| Achimer Hauptstraße 2 52° 3′ 41″ N, 10° 36′ 41″ O  | Wirtschaftsgebäude       |              | 34079794 | BW             |
| Achimer Hauptstraße 2 52° 3′ 39″ N, 10° 36′ 43″ O  | Wirtschaftsgebäude       |              | 34079744 | BW             |
| Achimer Hauptstraße 2 52° 3′ 38″ N, 10° 36′ 43″ O  | Wohn-/Wirtschaftsgebäude |              | 34079719 | BW             |
| Achimer Hauptstraße 2 52° 3′ 37″ N, 10° 36′ 42″ O  | Wirtschaftsgebäude       |              | 34079819 | BW             |

### Einzelbaudenkmale
| Lage                                      | Bezeichnung    | Beschreibung | ID       | Bild |
| ----------------------------------------- | -------------- | ------------ | -------- | ---- |
| Kirchstraße 52° 3′ 31″ N, 10° 36′ 38″ O   | Kirche         |              | 34079893 | BW   |
| Kirchstraße 52° 3′ 31″ N, 10° 36′ 36″ O   | Kriegerdenkmal |              | 34079917 | BW   |
| Kirchstraße 6 52° 3′ 32″ N, 10° 36′ 38″ O | Wohnhaus       |              | 34079938 |      |

## Seinstedt

### Einzelbaudenkmale
| Lage                                        | Bezeichnung    | Beschreibung       | ID       | Bild |
| ------------------------------------------- | -------------- | ------------------ | -------- | ---- |
| Bundesstraße 4 52° 3′ 4″ N, 10° 38′ 26″ O   | Kirche         |                    | 34080031 |      |
| Bundesstraße 52° 3′ 4″ N, 10° 38′ 30″ O     | Kriegerdenkmal | Friedhof Seinstedt | 34080009 | BW   |
| Bundesstraße 15 52° 3′ 0″ N, 10° 38′ 22″ O  | Scheune        |                    | 34080076 | BW   |
| Bundesstraße 17 52° 2′ 59″ N, 10° 38′ 22″ O | Wohnhaus       |                    | 34080099 | BW   |

## Kalme

### Einzelbaudenkmale
| Lage                                    | Bezeichnung | Beschreibung | ID       | Bild |
| --------------------------------------- | ----------- | ------------ | -------- | ---- |
| Kirchgasse 52° 4′ 43″ N, 10° 38′ 43″ O  | Kirche      |              | 34079984 |      |
| Dorfplatz 2 52° 4′ 47″ N, 10° 38′ 48″ O | Wohnhaus    |              | 34079961 | BW   |